# 德富斌
德富斌（1941年11月13日—），山口县防府市出身，是一名日本前男子排球运动员。他曾在1964年夏季奥林匹克运动会中，参加了男子排球比赛并获得铜牌。